# Dargahan
Dargahan (perski: درگهان) – miasto w południowym Iranie, w ostanie Hormozgan, na wyspie Keszm. W 2006 roku miasto liczyło 7996 mieszkańców w 1738 rodzinach.